# MRO金賞
MRO金賞（エムアールオーきんしょう）は、金沢競馬場で施行される地方競馬の重賞競走（平地競走）である。優勝杯を提供する石川県の民間放送局北陸放送の略称である「MRO」から冠名が取られている。

## 概要
創設は1957年と古く、当時はサラブレッド系の2100mで行われていた。中央競馬が交流競走を始めた1995年に中央4歳（現表記3歳）以上900万円以下条件馬との交流競走となり、翌1996年は中央馬の条件が1500万円以下に変更、1997年と1998年は再び中央所属馬の条件が900万以下で行われた。1999年からは北陸・東海・近畿・中国地区の菊花賞トライアルへ出走する地区代表馬選定競走となり、距離も1700mに変更された。福山競馬が廃止された2013年以後は北陸・東海・近畿所属によるレースとなる。2015年から2022年までは距離が1900mで行われた。
2023年に金沢所属限定に条件が変更され、距離が1400mに短縮され、施行時期が10月に移行。また、同年HITスタリオンシリーズに指定された。
なお、2022年までは本競走に優勝すると神戸新聞杯、セントライト記念いずれかの競走への出走が可能となり、更にいずれかの競走で上位3着までに入ると菊花賞に出走出来た。

### 条件・賞金（2024年）
出走条件
サラブレッド系3歳、金沢所属（本年度出走経験が必要）。
負担重量
別定。56kg、牝馬2kg減で、番組賞金（3歳馬換算賞金）最下位の馬を定量とし番組賞金250万円毎に2kgを上限に1kgの負担増となる。
賞金額
1着400万円、2着128万円、3着64万円、4着48万円、5着40万円、着外5万円。
副賞
HITスタリオンシリーズに指定されており、ジュンライトボルトの次年度の配合権利が優勝馬馬主に贈られる。

### HITスタリオンシリーズ
2023年からHITスタリオンシリーズに指定されている。各年の対象種牡馬は以下の通り。
- 2023年 - フォーウィールドライブ
- 2024年 - ジュンライトボルト

## 歴代優勝馬
1995年以降。1997年 - 1998年は条件級重賞競走のため省略。
| 回数   | 施行日         | 優勝馬             | 性齢 | 所属 | タイム   | 優勝騎手   | 管理調教師 |
| ------ | -------------- | ------------------ | ---- | ---- | -------- | ---------- | ---------- |
| 第39回 | 1995年5月14日  | エビスライトオー   | 牡6  | 金沢 | 2分16秒1 | 越野亨     | 黒澤四郎   |
| 第40回 | 1996年5月6日   | ジンライ           | 牡6  | JRA  | 2分17秒4 | 福永祐一   | 森秀行     |
| 第43回 | 1999年8月15日  | トラベラー         | 牝4  | 金沢 | 1分50秒4 | 中川雅之   | 小原典夫   |
| 第44回 | 2000年8月13日  | マッキーローレル   | 牡4  | 園田 | 1分50秒9 | 平松徳彦   | 橋本忠男   |
| 第45回 | 2001年8月16日  | チカテツ           | 牝3  | 金沢 | 1分50秒7 | 桑野等     | 今井光三   |
| 第46回 | 2002年8月16日  | トゥインチアズ     | 牝3  | 金沢 | 1分50秒0 | 蔵重浩一郎 | 松野勝己   |
| 第47回 | 2003年8月12日  | シンドバッド       | 牡3  | 園田 | 1分50秒7 | 小牧太     | 曾和直榮   |
| 第48回 | 2004年7月27日  | センジュチカラ     | 牡3  | 金沢 | 1分49秒7 | 平瀬城久   | 南一吉     |
| 第49回 | 2005年7月26日  | レッドストーン     | 牡3  | 愛知 | 1分50秒3 | 倉地学     | 角田輝也   |
| 第50回 | 2006年7月25日  | マトリックス       | 牝3  | 金沢 | 1分53秒2 | 米倉知     | 松野勝己   |
| 第51回 | 2007年8月6日   | ワイティタッチ     | 牡3  | 愛知 | 1分50秒8 | 尾崎章生   | 櫻井今朝利 |
| 第52回 | 2008年8月4日   | ノーブルシーズ     | 牡3  | 金沢 | 1分51秒5 | 中川雅之   | 松野勝己   |
| 第53回 | 2009年8月11日  | スギノブライアン   | 牡3  | 愛知 | 1分50秒8 | 戸部尚実   | 原口次夫   |
| 第54回 | 2010年8月17日  | マヤノリュウジン   | 牡3  | 愛知 | 1分50秒4 | 戸部尚実   | 川西毅     |
| 第55回 | 2011年8月9日   | ナムラダイキチ     | 牡3  | 金沢 | 1分49秒2 | 中川雅之   | 藤木一男   |
| 第56回 | 2012年8月21日  | スズカウインダー   | 牝3  | 愛知 | 1分50秒7 | 戸部尚実   | 川西毅     |
| 第57回 | 2013年8月6日   | ピッチシフター     | 牝3  | 愛知 | 1分49秒2 | 阪野学     | 川西毅     |
| 第58回 | 2014年8月5日   | トーコーポセイドン | 牡3  | 園田 | 1分49秒9 | 大山真吾   | 吉行龍穂   |
| 第59回 | 2015年7月5日   | バズーカ           | 牡3  | 園田 | 2分04秒7 | 吉原寛人   | 田中範雄   |
| 第60回 | 2016年7月5日   | エイシンニシパ     | 牡3  | 園田 | 2分06秒0 | 田中学     | 橋本忠男   |
| 第61回 | 2017年8月1日   | ムーンファースト   | 牡3  | 金沢 | 2分05秒6 | 栗原大河   | 金田一昌   |
| 第62回 | 2018年8月9日   | ドリームスイーブル | 牡3  | 笠松 | 2分05秒7 | 佐藤友則   | 尾島徹     |
| 第63回 | 2019年7月30日  | テツ               | 牡3  | 西脇 | 2分05秒4 | 田中学     | 橋本忠明   |
| 第64回 | 2020年7月28日  | フジヤマブシ       | 牡3  | 金沢 | 2分04秒2 | 平瀬城久   | 黒木豊     |
| 第65回 | 2021年7月20日  | シェナキング       | 牡3  | 西脇 | 2分02秒7 | 吉村智洋   | 山口浩幸   |
| 第66回 | 2022年7月31日  | イイネイイネイイネ | 牡3  | 笠松 | 2分02秒6 | 渡邊竜也   | 田口輝彦   |
| 第67回 | 2023年10月15日 | ノブノビスケッツ   | 牡3  | 金沢 | 1分27秒6 | 青柳正義   | 加藤和宏   |
| 第68回 | 2024年10月27日 | ショウガフクキタル | 牝3  | 金沢 | 1分28秒4 | 栗原大河   | 高橋俊之   |

- 競走名：第1回 MRO銀杯賞、第2回 - MRO金賞
- 格付け：第1回 - 第12回 重賞、第13回 - 第38回 条件級重賞、第39回 - 第40回 重賞、第41回 - 第42回 条件級重賞、第43回 - 重賞
- 距離：第1回 ダート1600m、第2回 - 第9回 ダート1800m、第10回 ダート2300m、第11回 - 第12回 ダート2100m、第39回 - 第40回 ダート2100m、第43回 - 第58回 ダート1700m、第59回 - 第66回 ダート1900m、第67回 -  ダート1400m
- 出走条件：第1回 - 第10回 金沢A1、第11回 - 第12回 金沢A1・2、第39回 金沢A1・中央4歳以上900万円以下、第40回 金沢A1・中央4歳以上1500万円以下、第43回 - 第56回 北陸・東海・近畿・中国3歳（いずれもサラブレッド系）、第57回 - 北陸・東海・近畿3歳
- 2000年以前の優勝馬の馬齢は旧表記を用いる。

### 各回競走結果の出典
- MRO金賞　歴代優勝馬 - 地方競馬全国協会